# أشباه البشر من السخول والقفزة
أشباه البشر من السخول والقفزة أو أوائل البشر المعاصرين من السخول والقفزة هي أحافير بشرية اُكتشفت في كهوف السخول والقفزة في فلسطين. يصنفون اليوم بأنهم بشر معاصرون، من بين أقدم أنواعهم في قارة أوراسيا. كهوف كهف سخول يقع على منحدرات جبل الكرمل؛ كهف قفزة هو ملجأ صخري في منطقة الجليل الأدنى.
البقايا التي وجدت في السخول، مع تلك التي وجدت في كهوف وادي المغارة ومغارة الزوتية، تم تصنيفهم في 1939 من قِبَل آرثر كيث وثيودور دوني مكاون بالايوانثروبوس بالاستينسيس (رجل فلسطين)، منحدرين من إنسان هايدلبيرغ.

## التاريخ
البقايا تُبين خليطًا من السمات الموجودة في البشر القديمين والمعاصرين. تم تقدير عمرهم مؤقتًا بحوالي 80,000 إلى 120,000 سنة باستخدام التأريخ بواسطة تقنيات الرنين المغناطيسي للألكترون والتألق الحراري. القحف يشبه البشر المعاصرين، ولكنهم يملكون أقواسًا حاجبية ومظهر وجهي بارز مثل النياندرتال. كانوا يُعتبرون في البداية بأنهم انتقاليون بين النياندرتال والبشر المعاصرين من الناحية التشريحية. بقايا نياندرتال تم إيجادها بالقرب من كهف كيبارا الذي يرجع في تاريخه إلى 61,000-48,000 سنة، ولكن اُفتُرِضَ بأن أشباه بشر سخول وقفزة كانوا قد ماتوا قبل 80,000 سنة مضت بسبب حالات الجفاف والبرد، مما سبب في عودة السكان من النياندرتال مما يقترح بأن النوعين هذين من أشباه البشر لم يتواجدوا أبدًا في المنطقة. في فرضية أكثر حداثة يقال بأن أشباه بشر سخول وقفزة يمثلون أول خروج للبشر المعاصرين من أفريقيا قبل حوالي 125,000 سنة، من خلال شبه جزيرة سيناء على الأرجح، وخصائص القوة التي يتميز بها أشباه بشر سخول وقفزة تمثل الخواص العاقلة القديمة عوضًا عن خواص النياندرتال. اكتشاف الأدوات العصرية المصنوعة من قِبَل البشر قبل حوالي 150,000 سنة مضت في جبل فايا، الأمارات العربية المتحدة، وفي شبه الجزيرة العربية، بإمكانها أن تكون من خروج أقدم للبشر المعاصرين من أفريقيا. في شهر كانون الثاني من عام 2018 تم الإعلان بأن الاكتشافات للبشر المعاصرين التي عثر عليها في كهف ميسليا، إسرائيل، في عام 2002، تم تقدير عمرها بحوالي 185,000 سنة، مما يعطي تاريخًا أقدم للهجرة إلى خارج أفريقيا.
إيان والاس وجون شيا إبتكروا طريقة لاختبار التجمعات الأساسية المتنوعة في العصر الحجري القديم الموجودة في الموقع الشرقي لغرض اختبار ما إذا كان لدى السكان من أشباه البشر أنماط مميزة للتنقل. يستعملون نسبة من الأدوات المصنعة «الرسمية» و «النافعة» ضمن التجمعات لبيان ما إذا كان لدى الهوموسابيان الأوائل أم النياندرتال انماط تنقل، وبذلك يصنفون من كان يشغل تلك الأرض. في عام 2005, طقم من 7 أسنان من مغارة الطابون في إسرائيل تمت دراسته ووجد أنه يعود على الأغلب إلى الناياندرتال الذي يمكن أن يكون قد عاش قبل حوالي 90,000 سنة مضت، ونياندرتال آخر (C1) من تابون قُدِرَ عمره بحوالي 122,000 سنة. إذا كانت التواريخ صحيحة لهؤلاء الأفراد، إذًا من المحتمل أن النياندرتال وأوائل البشر المعاصرين قد تواجدوا مع بعضهم في المنطقة ومن المحتمل أن أشباه البشر من سخول وقفزة منحدرون جزئيًأ من النياندرتال. البشر المعاصرين من غير الأفريقيين يحتوون على 1-4% من جينات النياندرتال، مع احتمال حدوث التهجين في الشرق الأوسط. لقد اُقترح، مع ذلك، بأن أشباه بشر سخول وقفزة يمثلون خطًا منقرضًا. إذا كان هذا صحيحًا، فيعني أن البشر المعاصرين قد خرجوا مرة ثانية من أفريقيا قبل حوالي 70,000 سنة، عابرين مضيق باب المندب الضيق بين أريتيريا وشبه الجزيرة العربية. هذا هو نفس الطريق الذي تم اقتراح أنه سُلِك من قِبَل الناس الذين صنعوا الأدوات الحديثة في جبل فايا.

## السخول
بقايا سخول (سخول 1-9) تم اكتشافها بين عامي 1929 و1935 في كهف يقع في السخول في جبل الكرمل. بقايا سبعة بالغين وثلاثة أطفال تم إيجادها، بعضها (سخول 1,4 و 5) يُزعَم أنها كانت مواقع دفن. تجمعات لقشور مُثقبة لناساريوس (من الأجناس البحرية) مختلف بشكل مميز عن الحيوانات المحلية تم استخراجه أيضًا من هذه المنطقة، مما يقترح أن هؤلاء الناس كانوا علة الأرجح يجمعون ويستعملون تلك الأصداف كخرز لأن من غير المحتمل أنها كانت تستعمل كأكل.
الطبقة B تم تأريخها بمعدل 81,000-101,000 سنة بطريقة رنين دوران الألكترون، وبمعدل 119,000 سنة بطريقة اللمعان بالحرارة.

## سخول 4
سخول 5 كان فيه فك سفلي لخنزير بري على صدره. الجمجمة تُظهر حرف بارز فوق الحاجب وفك بارز، ولكن مع عظم القحف المدور في البشر المعاصرين. عند إيجادها، اُفتُرض أنها نياندرتال متقدم، ولكن في يومنا هذا يُفترض بصورة عامة أنها من البشر المعاصرين، بشر صلب جدًا.

## القفزة
كهف قفزة منفتح على حائط وادي الحدج في جانب جبل القفزة. التنقيبات في الكهف تمت من قِبَل رينيه نيوفيل بدأت في عام 1934 وأدت إلى اكتشاف بقايا 5 أفراد في مستويات الطبقات الموستارية، والذي سمي لاحقًا ليفالوسيو-موستيريان. الطبقات الدنيا من الكهف تم تأريخها لاحقًا بحوالي 92,000 سنة وسلسلة من المواقد، بعض الأجسام البشرية، مصنوعات من الصوان (قاشطات جانبية، نوى قرصية ومدببة)، عظام حيوانات (ظبي، حصان، أيل أسمر، ثور بري ووحيد القرن)، مجموعة من أصداف البحر، عُثر على كتل من المغرة الحمراء، وفتات قشرية مقطعة.
بقايا 15 من أشباه البشر، 8 منهم أطفال، تم استخراجهم في هيئتهم الكاملة من قفزة ضمن سياق أثري موستيري وتم تأريخها بحوالي 95,000 سنة. بقايا قفزة 8 و9 و10 و11 و13 و15 كانت أماكن دفن.
الأصداف البحرية (جيلكيميريس) تم جلبهم من شاطيء البحر الأبيض المتوسط من على بعد 35 كيلومترًا، وتم انتشالها من طبقاٍت أقدم من معظم الجثث باستثناء واحدة.  الأصداف كانت كاملة، مثقبة بشكل طبيعي، وعدد منهم أظهروا آثار زخرفة (لإستعمالهم كقلادة على الأرجح)، وبعضهم كان عليهم بقع من المغرة.
الطبقات المختلفة في قفزة تم تأريخها بمعدل 96,000-155,000 سنة بطريقة الرنين المغناطيسي للألكترون و 92,000 سنة بطريقة اللمعان بالحرارة.

### قفزة 6
هي الجمجمة المحفوظة بالشكل الأفضل. من هيكل أسنان الجمجمة، البقايا يُعتقد بأنها لذكر شاب.

### قفزة 9 و 10
تم العثور على جثتين في عام 1969 بالقرب من بعضهما، هيكل عظمي لشخص بالغ (مراهق متأخر)، يُعتقد بأنها أنثى (قفزة 9)، وهيكل عظمي لطفل صغير (قفزة 10).  قفزة 9 لديه جبهة وجه عالية، قلة القذالي، حنك مميز، ولكن وجه متعامد.

### قفزة 11
عُثر عليها في عام 1971 وكانت جثة لمراهق (بعمر حوالي 13 سنة[29]) وجدت في حفرة تم حفرها في الطبقة السفلية. الهيكل العظمي كان مستلقيًا على ظهره، مع انحناء الرجلين إلى الجانب وكلا اليدين موضوعتين على كلا جانبي الرقبة، وفي اليدين كانت هنالك قرون لغزال أحمر كبير متشابكتين إلى الصدر.).

### قفزة 12
طفل بعمر 3 سنوات يُبين بعلامات غير طبيعية موجودة في الهيكل العظمي مُشيرًا بذلك إلى حالة استسقاء الرأس.